# Alfonso Patiño Roselli
Alfonso Patiño Rosselli (Sogamoso, Boyacá, 1923-Bogotá, 7 de noviembre de 1985) fue un abogado y jurista colombiano.

## Biografía
En 1947, obtuvo el título de abogado en la Universidad Externado de Colombia. Fue ministro de Hacienda en el período de Misael Pastrana. Murió siendo Magistrado de la Corte Suprema de Justicia, Sala Penal, el 7 de noviembre de 1985 durante la Toma del Palacio de Justicia perpetrada por la guerrilla Movimiento 19 de abril (M-19) y la retoma del mismo a manos de las Fuerzas Militares de Colombia.

### Amenazas del Cartel de Medellín
Los miembros del Cartel de Medellín al mando del narcotraficante Pablo Escobar y otros narcotraficantes, se asociaron para evitar la aprobación del tratado de extradición a Estados Unidos y la cual estaba siendo evaluada por la Corte Suprema de Justicia. El grupo de narcotraficantes se hizo llamar "Los Extraditables".
Las amenazas las hicieron entre principios y mediados de septiembre de 1985 para coaccionar o intimidar a los Magistrados y sus familiares entre los que estaba Patiño, para tratar de cambiar sus tesis y sus votos. Además de Patiño, los magistrados Ricardo Medina Moyano y Manuel Gaona Cruz informaron a las autoridades de las amenazas el 30 de octubre de 1985. Patiño alcanzó a recibir tres cartas y dos cintas de audio que recibió por correo. Parte de su declaración detallaba:

"...Efectivamente, en los últimos meses a partir de los primeros (sic) de septiembre me han llegado escrito que según los mismos provienen de "los extraditables", en los cuales se me plantea la alternativa de apoyar las demandas (tres) que cursan en la Corte Suprema contra la Ley 27 de 1980, "por medio de la cual se aprueba el Tratado de Extradición entre la República de Colombia y los Estados Unidos de América, suscrito el 14 de septiembre de 1979" o ser asesinado (o secuestrado, según ellos).

Uno de los mensajes que recibió leía:

"nuestra causa. Por eso no aceptamos renuncia, no aceptamos licencias, no aceptamos enfermedades ficticias, no aceptamos vacaciones sospechosas y apresuradas. Cualquier posición asumida en contra nuestra, la tomaremos como un reto y como una aceptación a nuestra declaración de guerra... desde la cárcel ordenaremos tu ejecución y fumigaremos con sangre y con plomo tus más preciados miembros de familia".
Los extraditables.